# معركة مشمار هعيمق

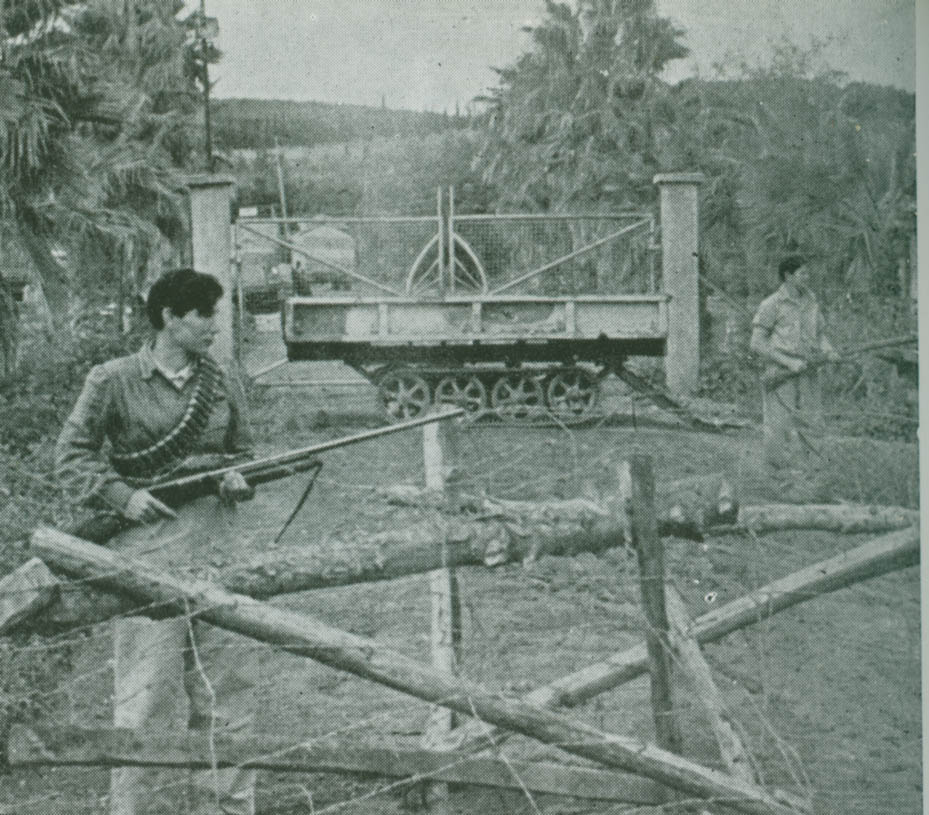
جنود يهود عند مدخل مشمار هعيمق، 1948

معركة مشمار هعيمق هي معركة دامت عشرة أيام من 4 إلى 15 أبريل 1948 بين جيش الإنقاذ العربي (لواء اليرموك) بقيادة فوزي القاوقجي والهاغاناه (البلماح وحيش) بقيادة إسحاق ساده. بدأت المعركة عندما شن فوزي القاوقجي هجوماً على مشمار هعيمق بقصد السيطرة على الكيبوتس، الذي كان يتموضع استراتيجياً على جانب الطريق الرئيسي بين جنين وحيفا. في عام 1947، كان عدد سكانه 550 نسمة.